# Sările-Cătun, Buzău
Sările-Cătun este un sat în comuna Sărulești din județul Buzău, Muntenia, România. Se află în nordul județului.